# Petra Tanzler

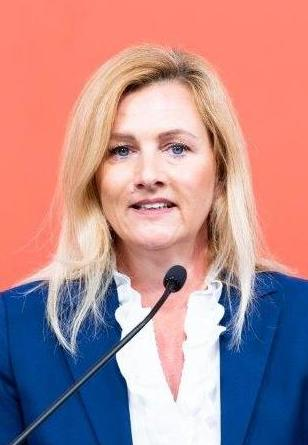
Petra Vorderwinkler (2022)

Petra Tanzler, bis 24. Juni 2022 Petra Vorderwinkler, (* 21. Jänner 1973 in Neunkirchen, Niederösterreich) ist eine österreichische Politikerin der Sozialdemokratischen Partei Österreichs (SPÖ). Seit dem 23. Oktober 2019 ist sie Abgeordnete zum Nationalrat.

## Leben

### Ausbildung und Beruf
Petra Vorderwinkler besuchte nach der Volks- und Hauptschule in Wiesmath das BORG Wiener Neustadt, wo sie 1991 maturierte. Anschließend absolvierte sie die Pädagogische Hochschule in Baden. Ab 1997 war sie als Volksschullehrerin tätig, 2016 wurde sie Direktorin der Volksschule Fischamend. Von 2011 bis 2016 war sie Personalvertreterin der Fraktion Sozialdemokratischer GewerkschafterInnen (FSG) und Mitglied im Dienststellenausschuss der Lehrer im Bezirk Wiener Neustadt. Vorderwinkler ist Mutter eines Sohnes. Nach dem Einzug in den Nationalrat ließ sie sich in der Volksschule Fischamend für das Schuljahr 2020/21 freistellen, um sich auf die Politik zu konzentrieren. Ihre Funktion als Schulleiterin übernahm ihre bisherige Stellvertreterin Irene Stregl.

### Politik
Seit der Gemeinderatswahl 2015 gehört sie dem Gemeinderat in Hochwolkersdorf an, wo sie auch als SPÖ-Ortsparteivorsitzende fungiert. Seit 2018 ist sie stellvertretende Bezirksparteivorsitzende der SPÖ im Bezirk Wiener Neustadt-Land. Außerdem ist sie Mitglied des Landesparteivorstandes der SPÖ Niederösterreich.
Bei der Nationalratswahl 2019 kandidierte sie für die SPÖ als Spitzenkandidatin im Regionalwahlkreis Niederösterreich Süd sowie als Listenvierte im Landeswahlkreis Niederösterreich. Nachdem die SPÖ im Regionalwahlkreis Niederösterreich Süd das Grundmandat verlor zog sie über die Landesliste in den Nationalrat ein und wurde am 23. Oktober 2019 zu Beginn der XXVII. Gesetzgebungsperiode als Abgeordnete zum österreichischen Nationalrat angelobt. Im SPÖ-Parlamentsklub fungiert sie in der 27. Gesetzgebungsperiode als Bereichssprecherin für Tourismus und Südtirol. Nach dem Ausscheiden von Sonja Hammerschmid aus dem Nationalrat wurde Vorderwinkler im April 2021 zur Bildungssprecherin bestellt. Im Dezember 2022 wurde sie als Nachfolgerin von Nurten Yılmaz zusätzlich SPÖ-Integrationssprecherin. Mitte 2023 folgte ihr Christian Oxonitsch als Integrationssprecher nach.
Bei der Sitzung des Bezirksvorstandes am 16. September 2021 wurde sie als Nachfolgerin von Reinhard Hundsmüller als SPÖ-Bezirksvorsitzende im Bezirk Wiener Neustadt designiert.
Bei der Abstimmung über den Gesetzesentwurf zur Einführung der COVID-19-Impfpflicht in Österreich blieb sie der Nationalratssitzung am 20. Jänner 2022 fern. Am 30. März 2023 blieb sie mit einigen anderen SPÖ-Abgeordneten einer Veranstaltung des Parlaments, bei der ukrainische Präsident Wolodymyr Selenskyj eine Rede hielt, demonstrativ fern. In einer Stellungnahme begründete sie ihr Verhalten mit der Wiedergabe diverser Anschuldigungen gegen Selenskyj. Zum Start der Sommerschule 2023 trat Tanzler für ganzjährig Gratisnachhilfe für alle ein. Sinkende Anmeldezahlen für die Sommerschule bei steigenden Ausgaben für private Nachhilfe sei den Sozialdemokraten ein Dorn im Auge.
Für die Nationalratswahl 2024 wurde sie erneut SPÖ-Spitzenkandidatin im Regionalwahlkreis Niederösterreich Süd. Nach der Wahl 2024 verblieb sie über ein Landeslistenmandat im Nationalrat. In der XXVIII. Gesetzgebungsperiode wurde sie im März 2025 Bereichssprecherin für Tierschutz.